# سكوت جاي سيلفرمان
سكوت جاي سيلفرمان (بالإنجليزية: Scott J. Silverman)‏ هو محامي وقاضي أمريكي، ولد في 25 يونيو 1957 في سيلفر سبرينغ في الولايات المتحدة.